# Баронес
„Баронес“ (Baroness) е прогресив метъл група от град Савана, щата Джорджия, САЩ.

## История

### Първи години
Баронес е създадена в средата на 2003 година. Певецът John Baizley създава всички обложки и графично оформление на албумите на Баронес, както и на редица групи като Kylesa, Pig Destroyer и други.
От 2004 до 2007 г. записват и издават 3 EP-та – First, Second и A Grey Sigh in a Flower Husk (познат още като Third), като последният е сплит албум с Unpersons.

### Red Album
Баронес започват записите на първия си дългосвирещ албум през март 2007 г. 'Red Album' излиза през септември 2007 г. и получава положителни ревюта. Списанието за хевиметъл – „Revlover“ го избира и за Албум на Годината. На 20 септември 2008 г. групата обявява чрез MySpace, че се разделя с Brian Blickle и обявяват нов китарист – Peter Adams.
От 2007 до 2009 г. обикалят на турнета с много групи, сред които Opeth, Mastodon и др.

### Blue Record
На 18 май 2009 г. Баронес влизат в студио за да запишат вторият си дългосвирещ албум Blue Record, продуциран от John Congleton (The Roots, Explosions in the Sky, Black Mountain, The Polyphonic Spree). Издаден от Relapse Records на 13 октомври 2009 г.

### Yellow & Green
На 27 юни 2011 групата пуска и официалният си сайт. Първото съдържание публикувано в него намеква за нов албум продуциран отново от John Congleton. На 14 май 2012 сингълът „Take My Bones Away“ е качен в YouTube заедно с тийзър за новия албум.
На 17 юни 2012 групата издава Yellow & Green, чрез Relapse Records.

### Инцидент край Бат, Англия
На 15 август 2012 г. 9 пътникци пострадват, след като автобусът на групата пада от виадукт близо до гр. Бат, Англия. В резултат на вокалиста на групата John Baizley са счупени лявата ръка и левият крак. Allen Blickle и Matt Maggioni получават гръбначни фрактури. Pete Adams е освободен от болницата на 16 август. На 27 август всички от групата са изписани от болницата и част от тях се връщат в САЩ, като отменят всички останали концерти за 2012 година.
На 25 март 2013 г. настоящите басист и барабанист на групата Matt Maggioni и Allen Blickle обявяват, че я напускат поради психологическата травма от инцидента, която ги спира да пътуват на турнета. John Baizley и Peter Adams обявяват, че вече са намерили заместници и с тях ще продължат турнетата на групата.

## Членове на групата
Настоящи членове
- John Baizley – ритъм китара и вокали (2003–настояще)
- Peter Adams – лийд китара и вокали (2008–настояще)

Бивши членове
- Summer Welch – бас и вокали (2003 – 2012)
- Tim Loose – китара (2003 – 2005)
- Brian Blickle – китара (2006 – 2008)
- Matt Maggioni – бас китара (2012 – 2013)
- Allen Blickle – барабани (2003 – 2013)

## Дискография

### Дългосвирещи албуми
| Година | Детайли                                                                                 |
| ------ | --------------------------------------------------------------------------------------- |
| 2007   | Red Album - Издаден на: 4 септември 2007 - Лейбъл: Relapse Records - Формати: CD и LP   |
| 2009   | Blue Record - Издаден на: 13 октомври 2009 - Лейбъл: Relapse Records - Формати: CD и LP |
| 2012   | Yellow & Green - Издаден на: 17 юли 2012 - Лейбъл: Relapse Records - Формати: CD и LP   |